# Алмейда, Жуан Педру
Жуан (Жоау) Педру Гонсалвеш Алмейда (порт. João Pedro Gonçalves Almeida; род. 5 августа 1998, Калдаш-да-Раинья) — португальский профессиональный шоссейный велогонщик.

## Карьера
В 2020—2021 годах выступал за команду мирового тура «Deceuninck-Quick Step».

## Достижения
2015
2-й  Чемпионат Португалии — Индивидуальная гонка (юниоры)
2016
1-й  Чемпион Португалии — Групповая гонка (юниоры)
1-й  Чемпион Португалии — Индивидуальная гонка (юниоры)
2017
3-й  Чемпионат Португалии — Индивидуальная гонка U23
4-й Тоскана - Терра ди чиклисимо U23 — Генеральная классификация
1-й — Этап 2
4-й Тур Анкары — Генеральная классификация
8-й Тур Мерсина — Генеральная классификация
1-й — Этап 3
9-й Тур Украины — Генеральная классификация
1-й  — Молодёжная классификация
1-й — Этап 4
2018
1-й  Чемпион Португалии по трековым велогонкам — Скрэтч
1-й Льеж — Бастонь — Льеж U23
2-й  Чемпионат Португалии — Групповая гонка U23
2-й  Чемпионат Португалии — Индивидуальная гонка U23
2-й Джиро д’Италия U23 — Генеральная классификация
1-й  — Молодёжная классификация
5-й Ronde de l'Isard — Генеральная классификация
1-й  — Молодёжная классификация
7-й Тур де л’Авенир — Генеральная классификация
10-й Чемпионат Европы — Индивидуальная гонка U23
2019
1-й  Чемпион Португалии — Групповая гонка U23
1-й  Чемпион Португалии — Индивидуальная гонка U23
4-й Тур Юты — Генеральная классификация
1-й  — Молодёжная классификация
2020
9-й Волта Алгарви — Генеральная классификация
2025
1-й Тур Швейцарии — Генеральная классификация